# مارک نیت
مارک نیت (انگلیسی: Marek Niit؛ زادهٔ ۹ اوت ۱۹۸۷) دونده دو سرعت اهل استونی است. وی در بازی‌های المپیک تابستانی ۲۰۱۲ شرکت کرده است.